# Janusz Miluch

Janusz Miluch, poljski gospodarstvenik, rojen 23.12.1969, Krajenka (Poljska).
Od marca 2011 zaseda mesto generalnega direktorja družbe Lafarge Cement d.o.o. Trbovlje.

## Življenjepis

### Kariera
Svojo poslovno pot je začel v Pepsico in Zachem, eni največjih kemičnih tovarn na Poljskem. Leta 1998 se je pridružil skupini Lafarge, kjer je zasedal različne položaje. Od leta 2007 do 2011 je bil komercialni direktor poljske Lafarge Cement S.A.
Od marca 2011 je generalni direktor družbe Lafarge Cement d.o.o. Trbovlje. Odgovoren je za celovito upravljanje cementarne v Sloveniji. Njegove odgovornosti segajo od proizvodnje do skrbi za stalno uresničevanje potreb strank z zagotavljanjem visoko kakovostnih proizvodov, hkrati pa skrbi za vzdrževanje dobrih odnosov z vsemi deležniki. Odgovoren je tudi za nadaljnji razvoj družbe Lafarge Cement Trbovlje, njenih kompetenc in ugleda, z jasnim fokusom na nadaljevanju vzdržljive rasti.

### Šolanje
Diplomiral je iz kemijske tehnologije na Tehnični univerzi Bydgoszcz in zaključil MBA študij na Kozminski University v Varšavi.

### Osebno življenje
Je poročen in ima 2 otroka. Njegovi hobiji so smučanje, športni lov in stari avtomobili.